# محاكاة أوبتوس
محاكاة أوبتوس هي محاكاة لتحديد الخصائص البصرية للأوراق ذات الواجهات المنظمة المتوازية والمستوية.
هذه الطريقة متعددة الاستخدامات حيث يمكن تضمين هياكل واجهة أنظمة بصرية مختلفة، مثل البصريات الهندسية والموجية. وهي فعالة للغاية بسبب إعادة استخدام خصائص إعادة توزيع الضوء المحسوبة للواجهات الفردية. وقد تم استخدامها حتى الآن بشكل أساسي لنمذجة الخصائص الضوئية للخلايا الشمسية والوحدات الشمسية، ولكنه ينطبق أيضًا على سبيل المثال على مصابيح LED أو OLED مع هياكل استخراج الضوء.

## التاريخ
بدأ تطوير أوبتوس في عام 2015 في معهد فراونهوفر لأنظمة الطاقة الشمسية في فرايبورغ، ألمانيا. وقد تم وصف الصيغة الرياضية بالتفصيل في العديد من المنشورات المفتوحة الوصول. تتوفر نسخة أساسية من الكود بما في ذلك الوثائق مع مراجع الوظائف منذ نهاية عام 2015 على الصفحة الرئيسية لـلمعهد. يمكن الاطلاع على التحديثات المستمرة وقائمة بالمنشورات المتعلقة بنظام أوبتوس في بوابة الأبحاث الخاصة بالمعهد.

## أوبتوس إجراء محاكاة
أحد الجوانب الرئيسية لمحاكاة أوبتوس هو تقسيم النظام النمطي إلى مناطق بينية ومناطق انتشار. يتم حساب خصائص إعادة توزيع الضوء باستخدام الطريقة الأكثر ملاءمة لكل واجهة على حدة ووفقًا لأبعاد البنية ذات الصلة.
 الهياكل واسعة النطاق يمكن على سبيل المثال أن تكون على غرار عبور الأشعة بينما الواجهات ذات أبعاد الهيكل في نطاق الطول الموجي وموجة النهج البصرية مثل RCWA، FDTD أو FEM يمكن استخدامها.

## وصف النظام
يسمح تقدير المساحة الزاويّة الكاملة في عدد ثابت من قنوات الزوايا، كجانب رئيسي ثانٍ من شكلية أوبتوس، بتمثيل توزيع الطاقة الزاوي داخل النظام بواسطة المتجه v الذي يتألف من إدخال واحد لكل قناة زاوية. قيمة الإدخال هي جزء القدرة لقناة الزاوية المقابلة فيما يتعلق بالقدرة الإجمالية للحادث.

## تفاعل الواجهة
يتم تمثيل خصائص إعادة توزيع الضوء لواجهة ما يسمى بمصفوفات الانعكاس والإرسال، R و T. وهي تخزن لكل قناة من قنوات المعلومات معلومات إعادة التوزيع في قنوات زاوية أخرى لحادث الضوء على واجهة معينة ذات طول موجي معين. هناك ما مجموعه أربع مصفوفات إعادة توزيع مختلفة لكل واجهة، وتتميز باتجاه الحدوث وكذلك الانعكاس أو إعادة توزيع الإرسال.

## الانتشار
يمكن أيضًا تمثيل الانتشار غير المتسق للضوء من خلال الورقة بواسطة مصفوفة. في حالة عدم حدوث إعادة توزيع للضوء على المسار، فإن مصفوفة الانتشار D هي مصفوفة قطرية. تتكون الإدخالات الفردية من عامل امتصاص Lambert-Beer، بما في ذلك جيب التمام للزاوية القطبية ومعامل الامتصاص للمادة المعنية.

## حساب الخصائص البصرية
باستخدام المصفوفات المحسوبة مسبقًا الموضحة أعلاه، يمكن حساب الخصائص البصرية مثل الانعكاس أو النفاذية أو الامتصاص داخل الورقة عبر مضاعفات المصفوفة ويمكن إجراؤها في غضون ثوانٍ أو دقائق باستخدام كمبيوتر شخصي قياسي. كما يمكن حساب ملف الامتصاص المعتمد على العمق. هذا له أهمية خاصة للمحاكاة الكهربائية اللاحقة لخلايا السيليكون الشمسية المنظمة.

## خصائص المحاكاة
الاستخدامات - يمكن محاكاة الأنظمة البصرية ذات هياكل الواجهة التي تعمل في أنظمة بصرية مختلفة بدقة. تم تصميم خصائص إعادة التوزيع لكل واجهة على حدة باستخدام الطريقة الأكثر ملاءمة.
الكفاءة - تسمح إعادة استخدام إعادة التوزيع بالمحاكاة السريعة جدًا لمجموعات الهيكل المختلفة وتغيرات سمك الورقة والتحليل البصري فيما يتعلق بزوايا الورود المختلفة.
يمكن أخذ الاستقطاب الخطي في الاعتبار عن طريق تبادل كل إدخال لمتجه توزيع الطاقة بإدخالين، واحد لكل اتجاه استقطابي.
 يجب تبادل كل إدخال مصفوفة مع مصفوفة من اثنين إلى اثنين مع الأخذ في الاعتبار إعادة التوزيع بين اتجاهات الاستقطاب المختلفة.تحرير القيود
أزواج أوبتوس يعاد توزيعها بخصائص واجهات مختلفة. إذا لم تكن هناك تقنية دقيقة للنمذجة لحساب مصفوفات إعادة التوزيع، فلا يمكن تضمين هذه الواجهات في OPTOS. تقوم أوبتوس بنمذجة الانتشار عبر الورقة بشكل غير مترابط.
 إذا أصبح سمك الورقة منخفضًا للغاية ولعبت تأثيرات التداخل دورًا مهمًا، فيجب التعامل مع هذا الأمر بشكل مترابط وليس على شكل ورقة «سميكة».
 ومع ذلك، كنظام فرعي نموذجي بشكل مترابط، يمكن تضمينه في أوبتوس كواجهة فعالة. لا تؤخذ تأثيرات الاستقطاب الدائري أو البيضاوي في الاعتبار حيث يتم تجاهل جميع معلومات المرحلة أثناء الانتشار.

## أمثلة التطبيق
كان التطبيق الرئيسي لنظام أوبتوس حتى الآن هو محاكاة:
خلايا شمسية ذات هياكل جانبية أمامية وخلفية مختلفة مثل الأهرامات العشوائية، والنسيج الإيزوتيكي، ونسيج قرص العسل أو شبك الانحراف .
رص طبقة الألواح الشمسية، بما في ذلك تأثير التغليف على خصائص الخلايا الشمسية الضوئية وكذلك التحقيق في زوايا الورود المختلفة. تفاعلات بصرية معقدة في الأنظمة الكهروضوئية مع الخلايا الشمسية والأسلاك النانوية.
يمكن أن تكون مجالات التطبيق البديلة:
المصابيح أو ال OLEDs مع هياكل استخراج الضوء بتقنية العرض، على سبيل المثال أفلام معززة السطوع.[بحاجة لمصدر]